# Evergreen Marine

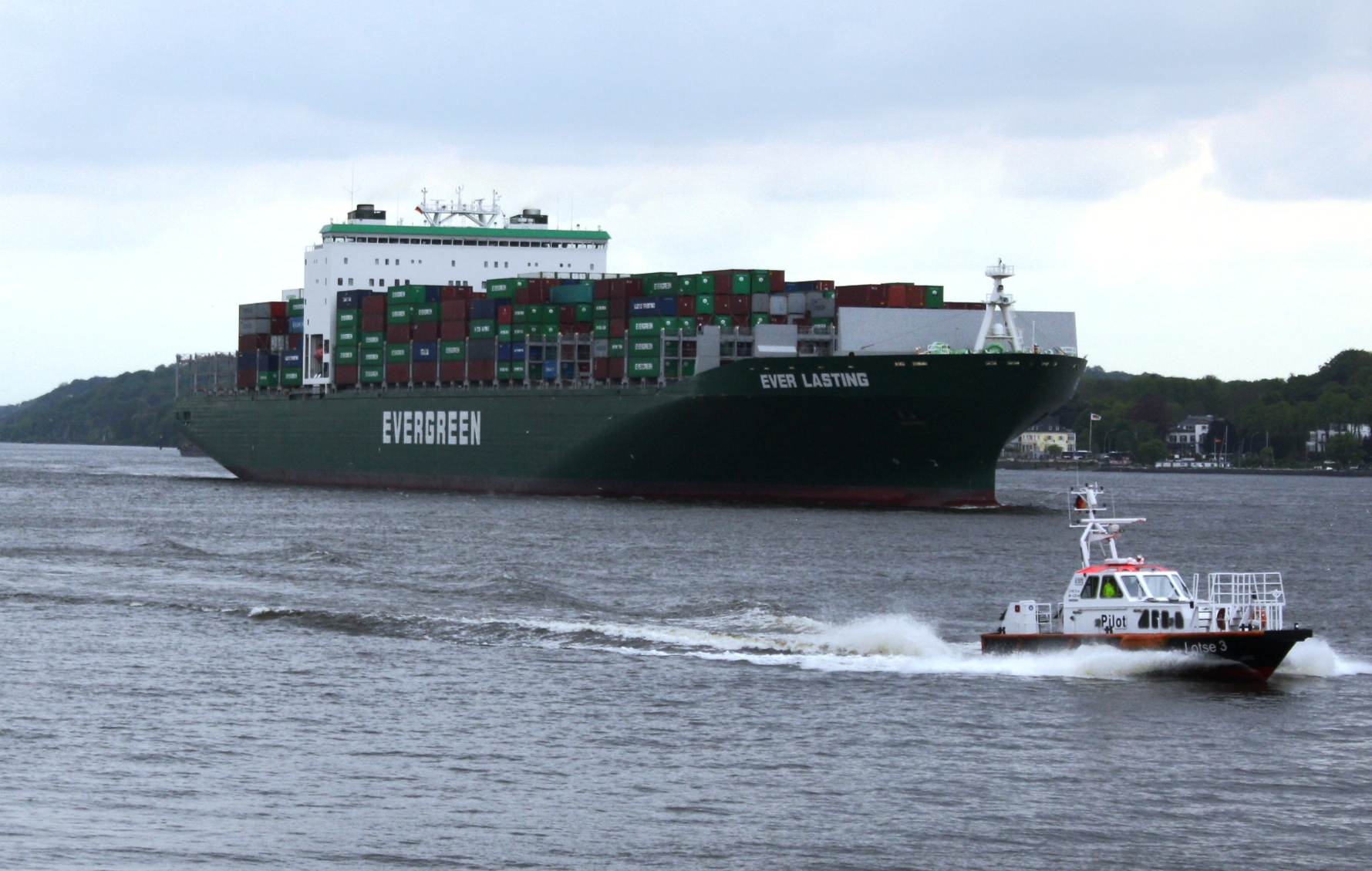
Ever Lasting, Hamburg

Evergreen Marine Corporation (LSE: EGMD) – armator zajmujący się kontenerowym transportem morskim. Jego siedziba znajduje się w Tajpej na Tajwanie. Założony został w 1968 roku i jest jednym z 10 największych przewoźników morskich.
Działalność firmy obejmuje również produkcje statków, kontenerów, zarządzanie portami, inżynieria oraz nieruchomości. Przedsiębiorstwo to jest częścią Grupy Evergreen, w skład której wchodzą m.in. inne firmy transportowe. 
Na przestrzeni 40 lat działalności armator ten przejął Uniglory Marine Corp. z Tajwanu oraz połączył się z Hatsu Marine Ltd. z Wielkiej Brytanii i Italia Marittima S.p.A. z Włoch. W 2007 roku Hatsu, Italia Maritima oraz Evergreen przyjęły wspólną markę: "Evergreen Line".
23 marca 2021 roku o godzinie 07:40 czasu wschodnioeuropejskiego (UTC+2) obsługiwany przez przedsiębiorstwo kontenerowiec Ever Given osiadł na mieliźnie w Kanale Sueskim w Egipcie, powodując blokadę całego kanału z obu stron. 29 marca statek został ściągnięty z mielizny i przywrócony do stanu pływającego. Wkrótce żegluga w Kanale została wznowiona.